# Yuye Hu
Yuye Hu (kinesiska: 玉液湖) är en sjö i Kina. Den ligger i den autonoma regionen Tibet, i den sydvästra delen av landet, omkring 740 kilometer norr om regionhuvudstaden Lhasa. Yuye Hu ligger 4 856 meter över havet. Arean är 82 kvadratkilometer. Den sträcker sig 9,2 kilometer i nord-sydlig riktning, och 21,4 kilometer i öst-västlig riktning.
Genomsnittlig årsnederbörd är 258 millimeter. Den regnigaste månaden är juli, med i genomsnitt 60 mm nederbörd, och den torraste är januari, med 1 mm nederbörd.